# Kostelec u Jihlavy masna
Kostelec u Jihlavy masna je železniční zastávka, která se nachází ve městě Kostelec v okrese Jihlava v Kraji Vysočina. Zastávka leží na železniční trati Kostelec u Jihlavy – Slavonice. Zastávka funguje od prosince roku 2008. V blízkosti zastávky se nachází zastávka autobusu a parkoviště.

## Přeprava
Na zastávce zastavují pouze osobní a spěšné vlaky, které provozují České dráhy, které na tyto vlaky nasazují motorové vozy RegioSpider. Na zastávce se nachází přístřešek pro cestující. Zastávka se nachází v integrovaném dopravním systému VDV.

## Přístupnost
Přístup na nástupiště včetně přístřešku před povětrnostními vlivy je bezbariérový. Železniční zastávka je vybavena vodícími liniemi pro zrakově postižené.